# Myotis hoveli
Myotis hoveli (нічниця Ховела) — вид рукокрилих ссавців з родини лиликових (Vespertilionidae). 

## Морфологічна характеристика
Подібний за істотними характеристиками до M. n. nattereri: ступня невелика, менше половини довжини великогомілкової кістки; вухо високе і вузьке, козелок дуже ослаблений; міжстегнова перетинка має чітку бахрому волосків; площа коронки I2 значно більша, ніж у I1. M. n. hoveli відрізняється від M. n. nattereri значно блідішим кольором на спині; лобова область черепа помітно піднята в дорсальному профілі, а зубні ряди важчі. Передпліччя у M. n. hoveli 38.2–40.3 мм (24 екземпляри), а кондилобазальна довжина черепа 14.2–14.9 мм. M. n. hoveli менший за M. n. araxenus і менший за M. n. tschuliensis. Типовий зразок M. n. hoveli здобуто 30 квітня 1961 р. його загальна довжина 85.3, хвіст 37.1, передпліччя 39.3, вуха 17.2, ступні 9.2 мм. Волосяний покрив довгий і густий; волоски ≈ 8 мм по центру спини й ≈ 5.5 мм на грудях. Відокремленість виду підтверджена молекулярними дослідженнями.

## Середовище проживання
Вид поширений у східно-середземноморському регіоні: Кіпр, Туреччина, Сирія, Ліван, Ізраїль, Палестина, Йорданія. Типовий екземпляр здобуто в Аква Белла, поблизу Єрусалима, Ізраїль.

## Назва
Вид названий на честь містера Хайма Ховела (англ. Haim Hovel) з Хайфи, який був хорошим помічним автору під час досліджень місцевої теріофауни.